# Al-Afdal Shahanshah
al-Malik al-Afdal Shahanshah ibn Badr al-Jamali, Arabo الأفضل شاهنشاه بن بدر الجمالي (Acri, 1066 – 11 dicembre 1121), è stato un generale turco fu un visir (wāsiṭa ) dei califfi fatimidi d'Egitto.
In latino il suo nome fu tradotto come "Lavendalius" o "Elafdalio".

## Biografia

### Ascesa al potere
Nacque a San Giovanni d'Acri, figlio di al-Badr al-Jamali, governatore armeno di Acri, che poi divenne il potente e capace visir degli Imam/califfi fatimidi, a Il Cairo, dal 1074 fino alla sua morte nel 1094, quando al-Afdal ne fu nominato successore dall'Imam/Califfo al-Mustanṣir che, a sua volta, morì poco tempo dopo.
(Becker,  p. 146)
Erede designato dell'Imam/Califfo era il suo figlio maggiore Nizār, un cinquantenne. Piuttosto che rischiare di dover condividere con lui il potere, al-Afdal però preferì sostenere il figlio cadetto ventenne, che mise sul trono califfale con il titolo di al-Mustaʿlī.
La corte, i notabili del Cairo e la missione (daʿwah) ismailita riconobbero al-Mustaʿlī come nuovo califfo ed imam ismailita.
Si dice che al-Mustansir avesse cambiato parere in merito al nome del suo successore e la testimonianza in merito della sorella del califfo agevolarono questa operazione.
Al-Afdal attaccò poi Alessandria, dove Nizār aveva trovato rifugio ed appoggio; inizialmente fallì e fu respinto fino alla periferia de Il Cairo, ma alla fine del 1095 al-Afdal tornò, pose sotto assedio Alessandria e questa volta riuscì a catturare Nizār, che condusse al Cairo, dove fu murato vivo per ordine di suo fratello al-Mustaʿlī;
Nizâr morì nella sua prigione nel 1097.
Contemporaneamente fu ucciso anche suo figlio Nizār ibn ʿAlī al-Hadī.
Solo il figlio minore di Nizār scampò alla morte grazie a servitori fedeli che lo condussero in Persia dove si rifugiò ad Alamūt, ospite di Ḥasan-i Ṣabbāḥ, Maestro dell'Ordine ismailita degli Assassin, che ne ebbe cura e lo crebbe in gran segreto, perpetuando così la linea successoria dell'Ismailismo nizarita.
Scegliendo al-Mustaʿlī al posto di Nizār, al-Afdal divise, e quindi indebolì, la comunità ismailita.
Gli Ismailiti d'Egitto, Yemen e dell'India occidentale riconobbero al-Mustaʿlī, quelli siriani invece si divisero, andando a formare l'Ismailismo mustaʿliano.
Al contrario, in Persia, sotto l'influenza di Ḥasan-i Ṣabbāḥ insediato ad Alamūt, fu Nizār che venne considerato come il solo imam legittimo.
Ḥasan-i Ṣabbāḥ teorizzò l'Ismailismo nizarita.
All'epoca il potere fatimide in Palestina era stato ridotto dall'arrivo dei Turchi selgiuchidi, ma nel 1097 al-Afdal conquistò Tiro togliendola ai Selgiuchidi.
Nel 1098, approfittando delle difficoltà dei Selgiuchidi, alle prese con la Prima crociata, al-Afdal Shahanshah attaccò la Palestina e, nel luglio 1098, mise sotto assedio Gerusalemme, che suo padre aveva perduto nel 1078 cercando vanamente di piegare i Selgiuchidi guidati da Tutush.
Quest'ultimo aveva affidato il governatorato della città ad Artuq (fondatore della dinastia degli Artuqidi) e poi ai suoi figli Soqman ed Ilghazi che, il 26 agosto 1098, furono costretti a capitolare e a consegnare la città. 

Al-Afdal espulse gli Artuqidi, ai quali fu permesso di raggiungere liberamente Damasco, e affidò la città ad uno dei suoi ufficiali, Iftikhar al-Dawla; così riportò la maggior parte della Palestina sotto il controllo dei Fatimidi, anche se per brevissimo tempo.
Al-Afdal, malgrado le sconfitte subite, rimase il vero arbitro del regime fatimide durante il tutto il regno di al-Mustaʿlī, fino al 1101.

### Conflitto con i Crociati

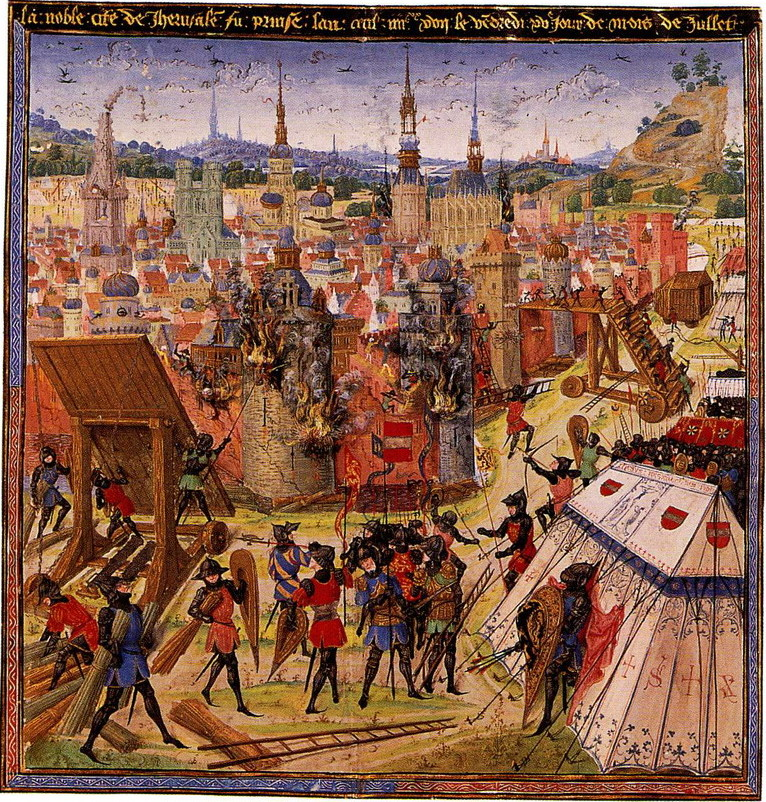
Conquista di Gerusalemme nel 1099, durante la Prima Crociata (da un manoscritto medievale).

Al-Afdal commise un grave errore di valutazione sulla natura dell'invasione della Terra santa da parte dei Crociati, che scambiò per mercenari bizantini e considerò naturali alleati contro il comune nemico, i turchi selgiuchidi.
Gli approcci dei Fatimidi per un'alleanza con i cristiani furono respinti e i Crociati continuarono verso sud da Antiochia verso Gerusalemme.
Quando divenne evidente che non si sarebbero fermati prima di aver conquistato la città, al-Afdal mosse dal Cairo, ma era troppo tardi per salvare Gerusalemme, che cadde il 15 luglio 1099.
Il 12 agosto, i Crociati al comando di Goffredo di Buglione sorpresero al-Afdal alla Battaglia di Ascalona e gli inflissero una sonora sconfitta.
Al-Afdal poté riaffermare il controllo fatimide su Ascalona, poiché i Crociati non tentarono di tenerla e la utilizzò come base logistica per i successivi attacchi agli Stati crociati.
Al-Afdal mosse ogni anno contro il nascente Regno di Gerusalemme. Nel 1103 ottiene un primo successo contro Baldovino; nel 1105 tentò di instaurare una cooperazione con l'atabeg di Damasco ma senza risultato, fu sconfitto di nuovo a Ramla.
Al-Afdal e il suo esercito conseguirono effimeri successi fintanto che nessuna flotta europea interferì, poi non colsero altre vittorie.
Anche se egli mandò a combattere le sue truppe migliori, perse gradualmente il controllo delle fortezze costiere e le città della Palestina caddero una dopo l'altra nelle mani dei Crociati.

Nel 1109 Tripoli fu conquistata, nonostante la flotta e i rifornimenti inviate da al-Afdal, e divenne il centro di un'importante contea crociata.

Nel 1110 il governatore di Ascalona, Shams al-Khilāfa, si ribellò contro al-Afdal con l'intenzione di consegnare la città a Gerusalemme in cambio di un grosso compenso, ma le sue stesse truppe berbere lo assassinarono e mandarono la sua testa ad al-Afdal.

Baldovino arrivò a spingersi nello stesso Egitto, dove razziò Pelusium, ma morì durante la ritirata (1118).
In seguito i Crociati presero Tiro, come pure San Giovanni d'Acri, e rimasero a Gerusalemme per diversi decenni, fino all'arrivo di Saladino.

### Morte e lascito
Al-Afdal introdusse in Egitto l'iqṭāʿ (una concessione fondiaria vitalizia), nonché una riforma fiscale che rimase immutata fino all'ascesa al potere di Saladino. Fu soprannominato Jalāl al-Islām (gloria dell'Islam) e Nāṣir al-Dīn (Protettore della Religione).
Ibn al-Qalanisi lo descrive come:
Nel dicembre 1121,
durante la 'Īd al-aḍḥā, al-Afdal fu aggredito per strada da tre nizariti venuti da Aleppo
e morì poco dopo per le ferite.
Secondo Ibn al-Qalanisi:
La vera causa fu il risentimento per il potere di al-Afḍal covato dal figlio dell'Imam/Califfo al-Mustaʿlī, che alla morte di quest'ultimo nel 1101, al-Afdal aveva messo sul trono, quando aveva solo cinque anni, con il titolo di al-Āmir bi-aḥkām Allāh e che, divenuto adulto aveva deciso di sbarazzarsi del suo ingombrante visir.
Ibn al-Qalānisī afferma che:
Gli succedette come visir al-Maʾmūn al-Baṭāʾiḥī.